# Maria Reese
Maria Reese, ursprungligen Meyer, född 5 januari 1889, död 9 oktober 1958, var en tysk politiker (socialdemokrat och sedan kommunist), författare och journalist. Hon var ledamot i den tyska riksdagen 1928-33.
Reese utbildade sig till lärare. Hon var från 1920 till 1924 redaktör för en socialdemokratisk tidskrift och styrelseledamot i det socialdemokratiska partiet med ansvar för kvinno- och ungdomsfrågor i Trier. 1928 valdes hon in i Tyska riksdagen som representant för socialdemokraterna. 1929 gick hon ur socialdemokraterna och blev kommunist men behöll sin riksdagsplats. Från 1930 till 1932 var hon utgivare och redaktör för tidskriften Den röda enhetsfronten i Berlin.
Efter nazisternas maktövertagande flydde Reese i februari 1933 till Sverige och därifrån vidare till Sovjetunionen, där hon förenade sig med övriga tyska kommunister som hade välkomnats av Stalin. Hon lämnade Sovjet samma år och reste till Paris, där hon framlade kritik mot Nazityskland. 